# 管·宣奴贝
管·宣奴贝（藏語：འགོས་གཞོན་ནུ་དཔལ་，威利转写：'gos gzhon nu dpal，1392年—1481年），又译为廓诺·迅鲁伯，元代译为软奴班，藏传佛教噶举派高僧。
宣奴贝出生于山南琼结，其所在的管氏家族为吐蕃贵族。9岁时出家，曾跟随堪布桑藏卜、敦巴释迦巴、亦摄思监藏、丹增顿珠、得银协巴、宗喀巴等众多高僧学习佛法。其著作颇丰，包括《时轮续大疏》、《时轮释难》、《宝性论大注释》等，而其代表作《青史》则是西藏最重要的历史名著之一，以其纪年可靠而著称。